# 쿠네네강

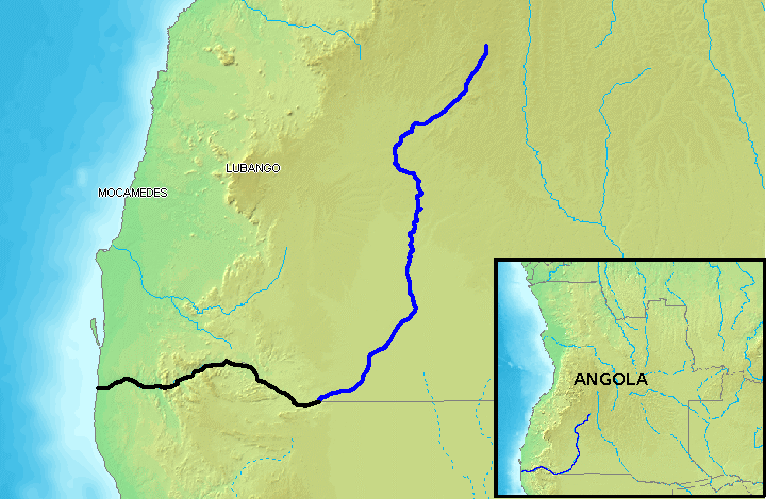

쿠네네강(Kunene) 또는 쿠네느강(Cunene)은 앙골라 고지에서 발원하여 남서쪽 나미비아를 거쳐 대서양으로 흘러가는 강이다. 총 길이 1,127 km의 강이며 다양한 동식물이 살고 있다.